# Фрайле Хименес де Муньяна, Кристина
Кристина Фрайле Хименес де Муньяна (исп. Cristina Fraile Jiménez de Muñana, Мадрид, 22 июля 1965) — испанский дипломат, посол Испании в Австрии.

## Биография
Родилась в Мадриде. Получила юридического образования в Мадридском университете Комплутенсе и диплом по английскому праву в Кентском университете в Великобритании.
Дипломатическую карьеру начала в 1990 году. Работала в посольстве Испании в Бразилиа (Бразилия), в постоянном представительстве Испании при организации по безопасности и сотрудничеству в Европе (Вена); второй глава посольств Испании в Дакаре (Сенегал), Нью-Дели (Индия), Вене и Вашингтоне (США).
Также работала в Министерстве иностранных дел, Европейского союза и сотрудничества Испании заместителем начальника международно-правового отдела (1999–2003) и заместителем генерального директора Управления по правам человека (2011–2015).
С 2020 года является послом Испании в Австрии.
Владеет немецким, французским, английским и португальским языками. Замужем, имеет четырех детей.